# WaKeeney
WaKeeney és una població dels Estats Units a l'estat de Kansas. Segons el cens del 2000 tenia 1.924 habitants.

## Demografia
Segons el cens del 2000, WaKeeney tenia 1.924 habitants, 882 habitatges, i 539 famílies. La densitat de població era de 434,4 habitants/km².
Dels 882 habitatges en un 25,4% hi vivien nens de menys de 18 anys, en un 51% hi vivien parelles casades, en un 8,2% dones solteres, i en un 38,8% no eren unitats familiars. En el 36,6% dels habitatges hi vivien persones soles el 21,8% de les quals corresponia a persones de 65 anys o més que vivien soles. El nombre mitjà de persones vivint en cada habitatge era de 2,14 i el nombre mitjà de persones que vivien en cada família era de 2,8.
Per edats la població es repartia de la següent manera: un 21,9% tenia menys de 18 anys, un 5,9% entre 18 i 24, un 23,5% entre 25 i 44, un 21,9% de 45 a 60 i un 26,7% 65 anys o més.
L'edat mediana era de 44 anys. Per cada 100 dones de 18 o més anys hi havia 79,7 homes.
La renda mediana per habitatge era de 28.945 $ i la renda mediana per família de 40.547 $. Els homes tenien una renda mediana de 26.292 $ mentre que les dones 16.435 $. La renda per capita de la població era de 17.596 $. Entorn del 6,3% de les famílies i el 8,8% de la població estaven per davall del llindar de pobresa.

## Poblacions més properes
El següent diagrama mostra les poblacions més properes.